# Soche
El Soche és un volcà dacític que s'alça fins als 3.955 msnm. Es troba a l'extrem nord d'una cadena volcànica secundària de l'Equador. Construït sobre un substrat paleozoic, té una caldera que s'obre cap a l'est. Una gran erupció cap a l'any 6650 aC va generar la caiguda de cendra a Colòmbia i la formació de dos doms de lava a l'interior de la caldera.